# リーヌス・ゲルデマン
リーヌス・ゲルデマン（Linus Gerdemann、1982年9月16日- ）は、ドイツ・ミュンスター出身の自転車競技選手。
なお、Linusを英語読みした、リーナス・ゲルデマンと表記する自転車競技雑誌、Webも多い。

## 経歴
2004年
- ドイツ選手権・U-23個人ロードレースを制し、一躍プロチームの注目を浴びることになる。

2005年、チームCSCと契約を結んでプロ選手に転向。
- ツール・ド・スイス区間1勝(第7)
- ブエルタ・ア・エスパーニャ出場（総合72位）

2006年、T-モバイル（現 チーム・コロンビア）に移籍。
2007年
- ツール・ド・フランス初出場。アルプス越え第1ラウンドとなる第7ステージにおいて会心の走りを見せ区間優勝。さらにマイヨ・ジョーヌをファビアン・カンチェラーラから奪い取ることにも成功。もっとも、総合首位は1日間だけであり、最終総合成績も36位に止まったが、ゲルデマンの名を大きく知らしめることになった。

2008年
- ティレーノ〜アドリアティコで落車負傷した影響や、層の厚いチーム構成の煽りを受ける形で、グランツール出場すら果たせなかったが、9月上旬に開催されたドイツ・ツアーでは、トーマス・ルヴクヴィスト、ヤネス・ブライコヴィッチらの追撃を抑えて総合優勝(区間1勝=第1)を果たした。

2009年、チーム・ミルラムへ移籍。
- バイエルン一周総合優勝。
- ティレーノ〜アドリアティコ総合7位。

2010年
- ティレーノ〜アドリアティコ区間1勝(第1)
- ジロ・デ・イタリア総合16位。

2011年、チーム・レオパード・トレックに移籍。
- ツール・ド・ルクセンブルク 総合優勝
- エネコ・ツアー 総合10位

2012年
- ツール・ド・ポローニュ　総合5位

2013年、所属クラブが見つからず。
2014年、MTN Qhubekaと契約を結ぶ。
- ラ・トロピカル・アミサ・ボンゴ　総合5位